# Anthidium taeniatum
Anthidium taeniatum är en biart som beskrevs av Pierre André Latreille 1809. Anthidium taeniatum ingår i släktet ullbin, och familjen buksamlarbin. Inga underarter finns listade i Catalogue of Life.